# Kurhaus Semmering

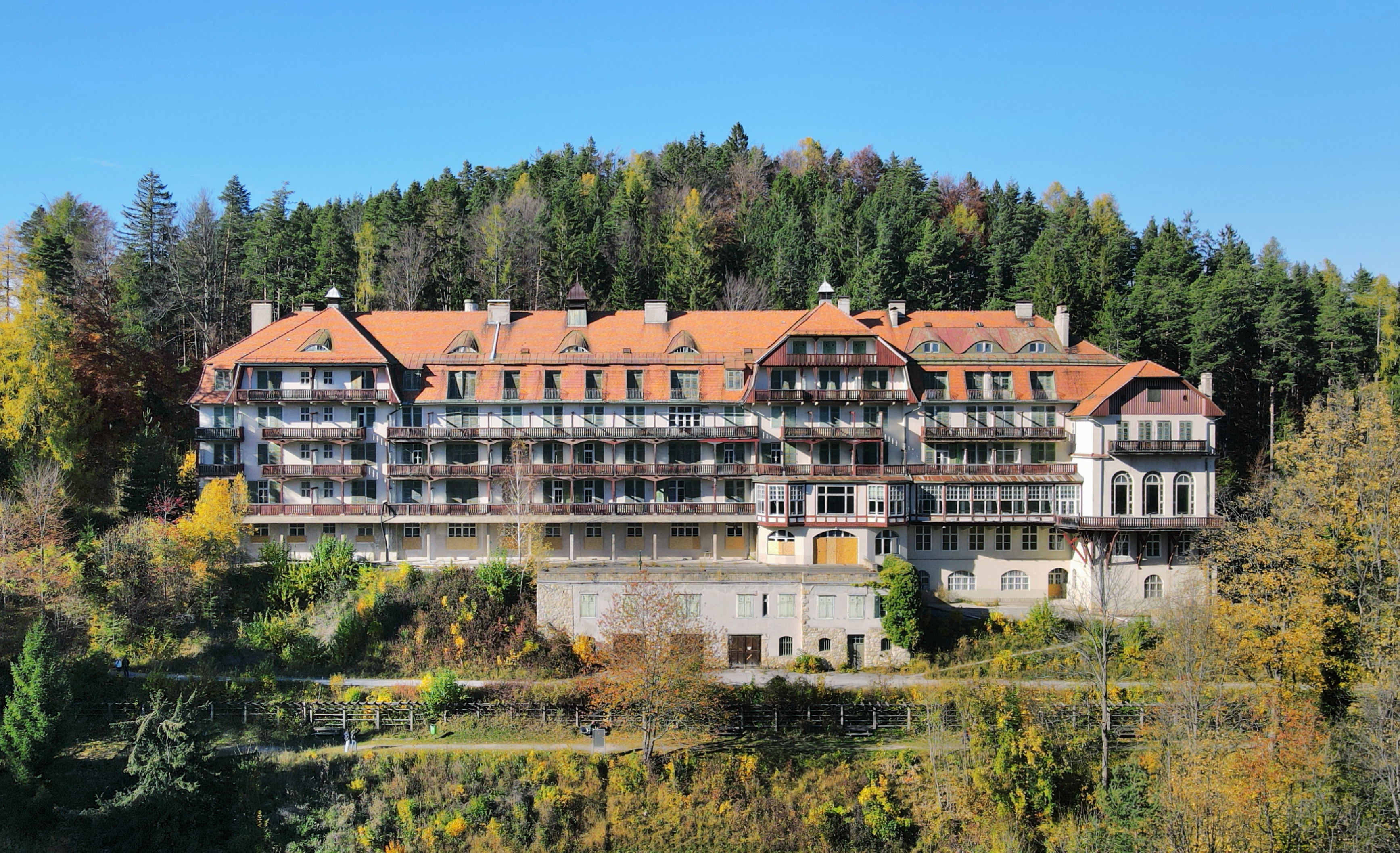
Südwestansicht des Kurhauses Semmering

Das Kurhaus Semmering, ein 1909 fertiggestelltes Kurhotel, gehört zu den landschaftsbezogenen Monumentalbauten, die um die Wende zum 20. Jahrhundert in Semmering errichtet wurden. Zusammen mit dem Südbahnhotel und dem Hotel Panhans stand das Kurhaus im Mittelpunkt der gesellschaftlichen Aktivitäten in der österreichisch-ungarischen Monarchie und im Österreich der Zwischenkriegszeit. Es steht unter Denkmalschutz (Listeneintrag).

## Exterieur

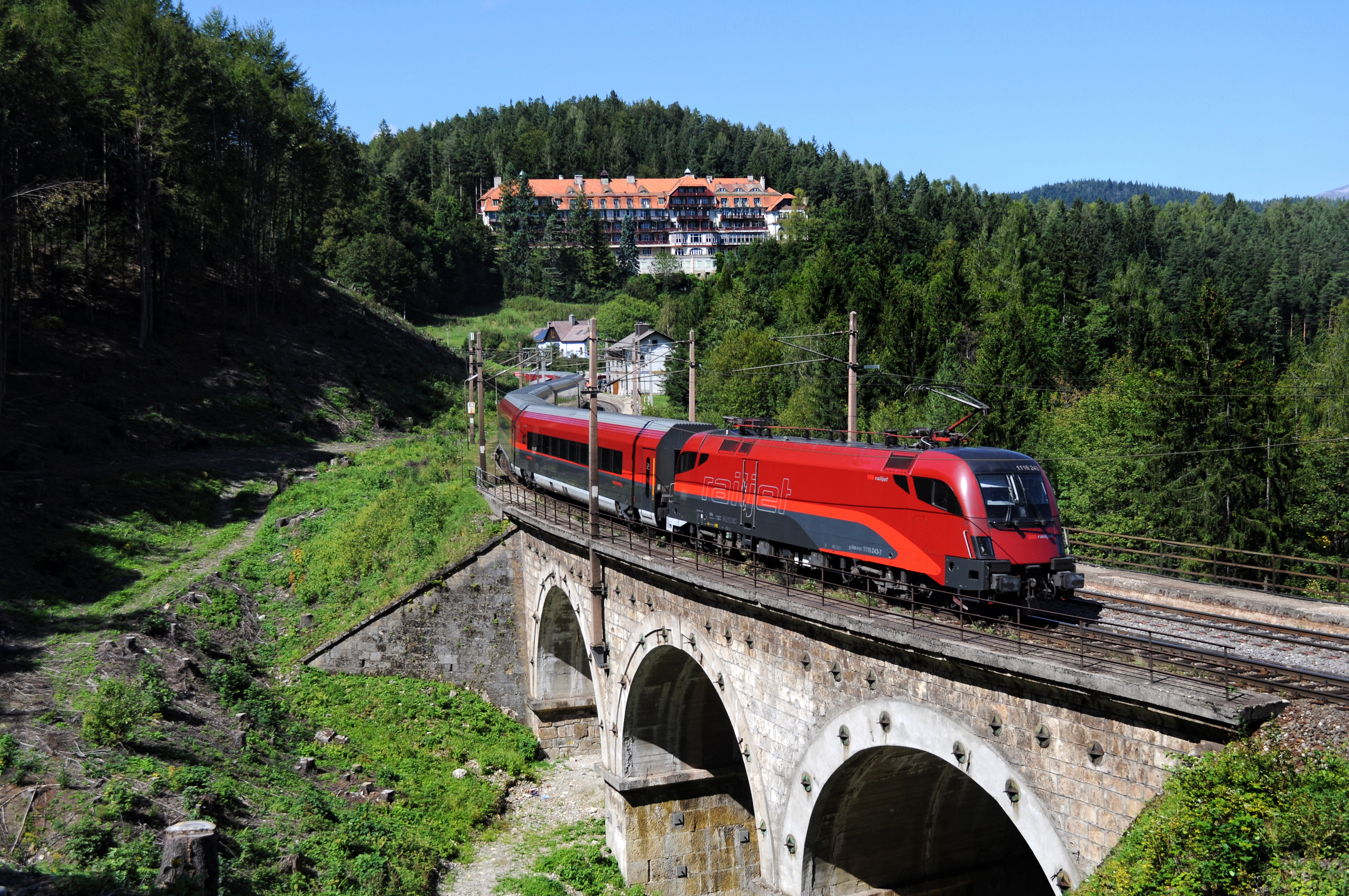
Das Kartnerkogelviadukt vor der Bahnhaltestelle Wolfsbergkogel und dem Kurhaus

Im Jahre 1907 beantragte Karoline von Neumann, die Witwe des Architekten Franz von Neumann, zusammen mit dem ehemaligen Primararzt und Höhentherapie-Spezialisten Franz Hansy den Bau eines Kurhauses. Karoline von Neumann war selbst auf dem Semmering ansässig, wo ihr verstorbener Ehemann viele Villen geplant und entwickelt hatte, die dem Semmering bis heute seine typische Prägung verleihen. Ihr war daher der Bauplatz in klimatisch günstiger Lage oberhalb der Bahnstation Wolfsbergkogel und die Aussicht, die man von dort auf den Sonnwendstein genießen konnte, bestens bekannt.
Für die Planung des Baus wurden die beiden Architekten Franz von Krauß und Josef Tölk verpflichtet, deren Atelier zu den erfolgreichsten im Österreich-Ungarn der Wende zum 20. Jahrhundert gehörte. Zu den von ihnen realisierten Bauten zählten Wohnhäuser und Villen in Österreich und dem damaligen Böhmen sowie Nutzbauten wie die Franzensbrücke und Theater wie die Wiener Volksoper, die Wiener Kammerspiele und das Wiener Bürgertheater.
Das Kurhaus Semmering wurde von Krauß und Tölk als Stahlbetonbau angelegt und steht daher nicht nur durch sein Äußeres an der Wende der Architektur vom Historismus zur strengen, funktionalistischen Moderne. Äußerlich ergibt sich ein Wechselspiel von Heimatstilelementen, Schlossarchitektur und dekorativem Jugendstil. Der Bau wurde speziell nach Südosten ausgerichtet, umgeben von großen Wäldern war er gleichzeitig Symbol für Ruhe und Abgeschiedenheit wie für Bewegung und Neuanfang.
Mit seiner markanten Außengestaltung in bester, sonniger Lage am Semmering situiert, stellte das Kurhaus mit seiner Ausstattung und Einrichtung ein Musterbeispiel für die großzügigen und eleganten Kuranstalten dar, wie sie auch Thomas Mann im Zauberberg beschreibt, obwohl das als Kurhotel konzipierte Haus keine Lungenheilanstalt in diesem Sinne war. In Frage kommende Klientel wurde dezent auf die berühmten Sanatorien der Region, wie etwa das Sanatorium Wienerwald oder das Sanatorium am Hochegg verwiesen.

## Interieur
Im Inneren wurde den bis zu 120 Kurgästen eine Fülle von verschiedenen Räumlichkeiten zur Verfügung gestellt, die durch ihre Detailgestaltung zwischen der Funktion als Kuranstalt und jener als Luxushotel vermittelten. So gab es im sogenannten Hochparterre sehr geräumige Zimmer mit Bad, im ersten Stock waren hingegen doppelt so viele kleinere Zimmer untergebracht. Die Zimmereinrichtung war entsprechend dem Charakter eines Kurhauses in Weiß gehalten, Kästen und Kommoden waren eigens funktionsgerecht entworfen worden. Den Gästen standen ein elegantes Lesezimmer, ein Musikzimmer sowie ein Billard- und ein Spielzimmer zur Verfügung. Das Spiel sollte aber der Erholung und Zerstreuung dienen, daher war das Spielen um höhere Geldsummen verboten. Es gab tagsüber auch Möglichkeiten zum Tennis oder Golf sowie zur Gymnastik und Bewegung in der frischen Luft.
Trotz zweier Weltkriege, in denen das Kurhaus als Rekonvaleszentenheim bzw. Wehrmachtslazarett und später als Quartier der sowjetischen Besatzungsmacht an der Grenze zur britischen Zone fungierte, sind die Interieurs noch weitgehend erhalten. Das Innendekor ist Otto Wagner verwandt, die Geländer und Blumenkörbe im Stiegenhaus weisen auf den geometrischen Jugendstil hin, wie ihn Josef Hoffmann, der ähnliche Elemente für seine Nutzbauten (Sanatorium Purkersdorf) entwarf, verwendete. Der luxuriöse Speisesaal ist originalgetreu erhalten, er beherbergt einen Brunnen, Mosaiken, Wandvertäfelungen und Anrichten. Auch die Originalleuchten sowie Thonet-Sessel aus gebeiztem Naturholz sind noch vorhanden. Erhalten ist auch der ehemalige weiße Frühstückssaal.

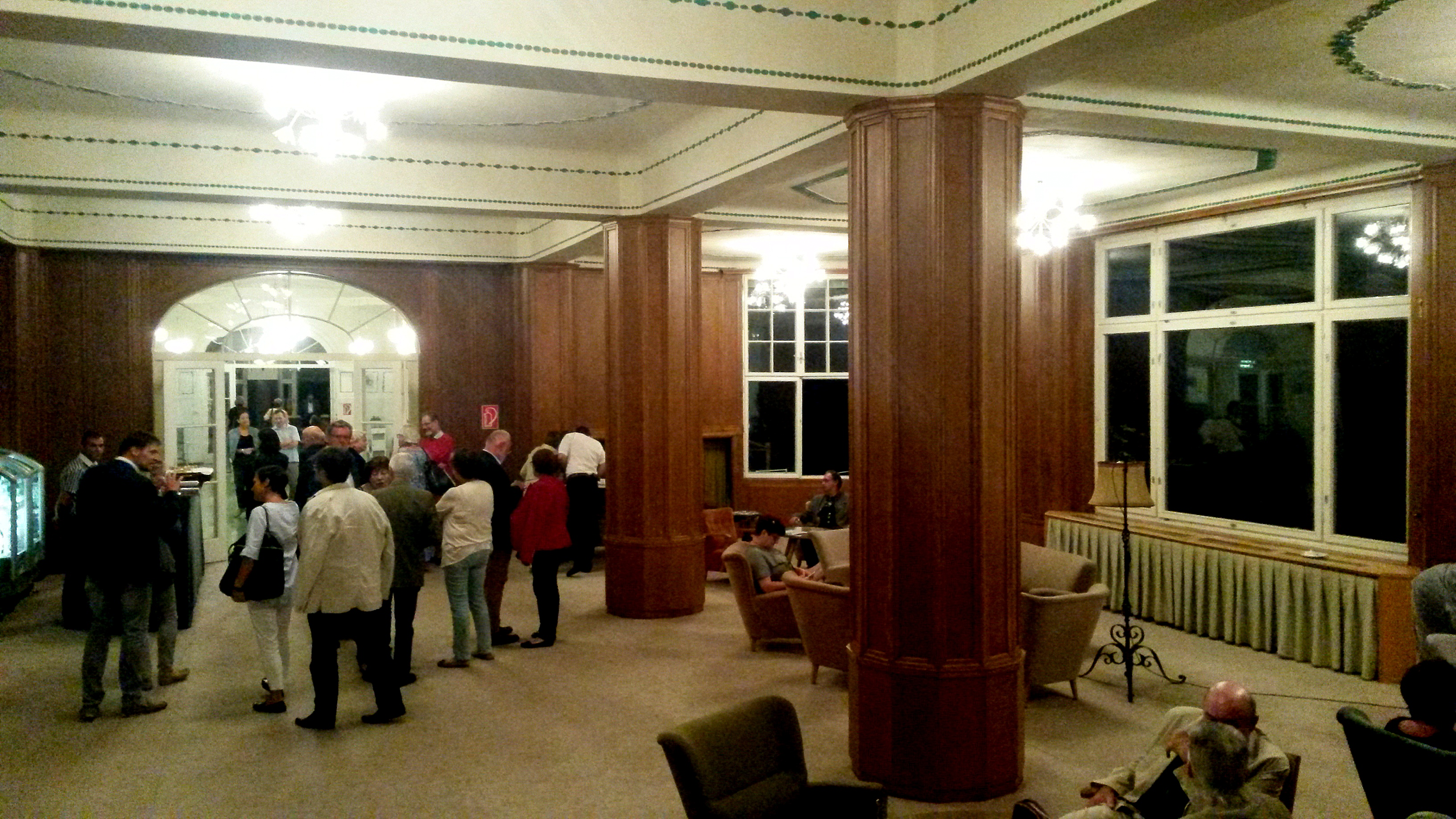
Salon, 1. Stock (August 2016)
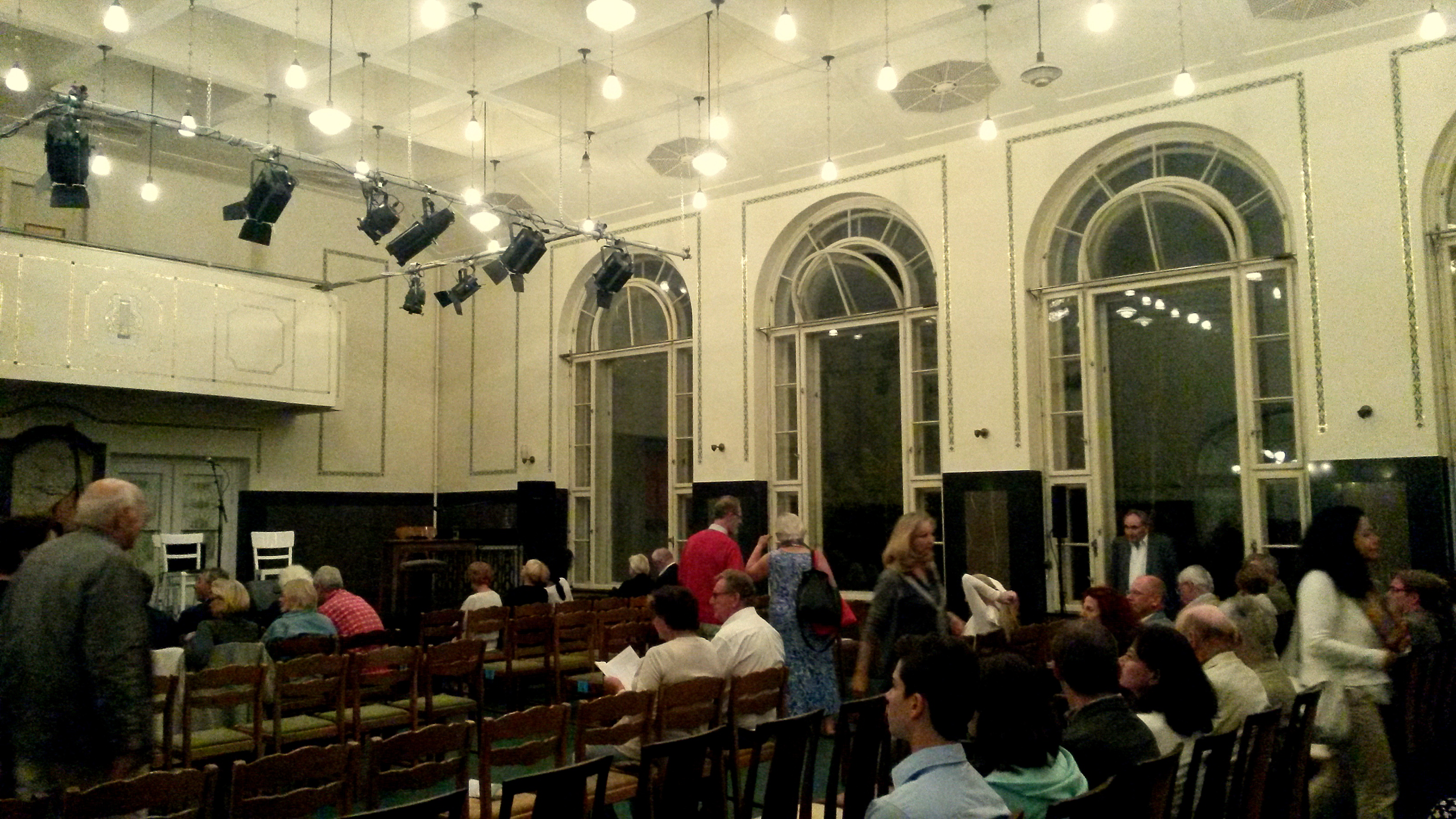
Ehemaliger Speisesaal (August 2016)
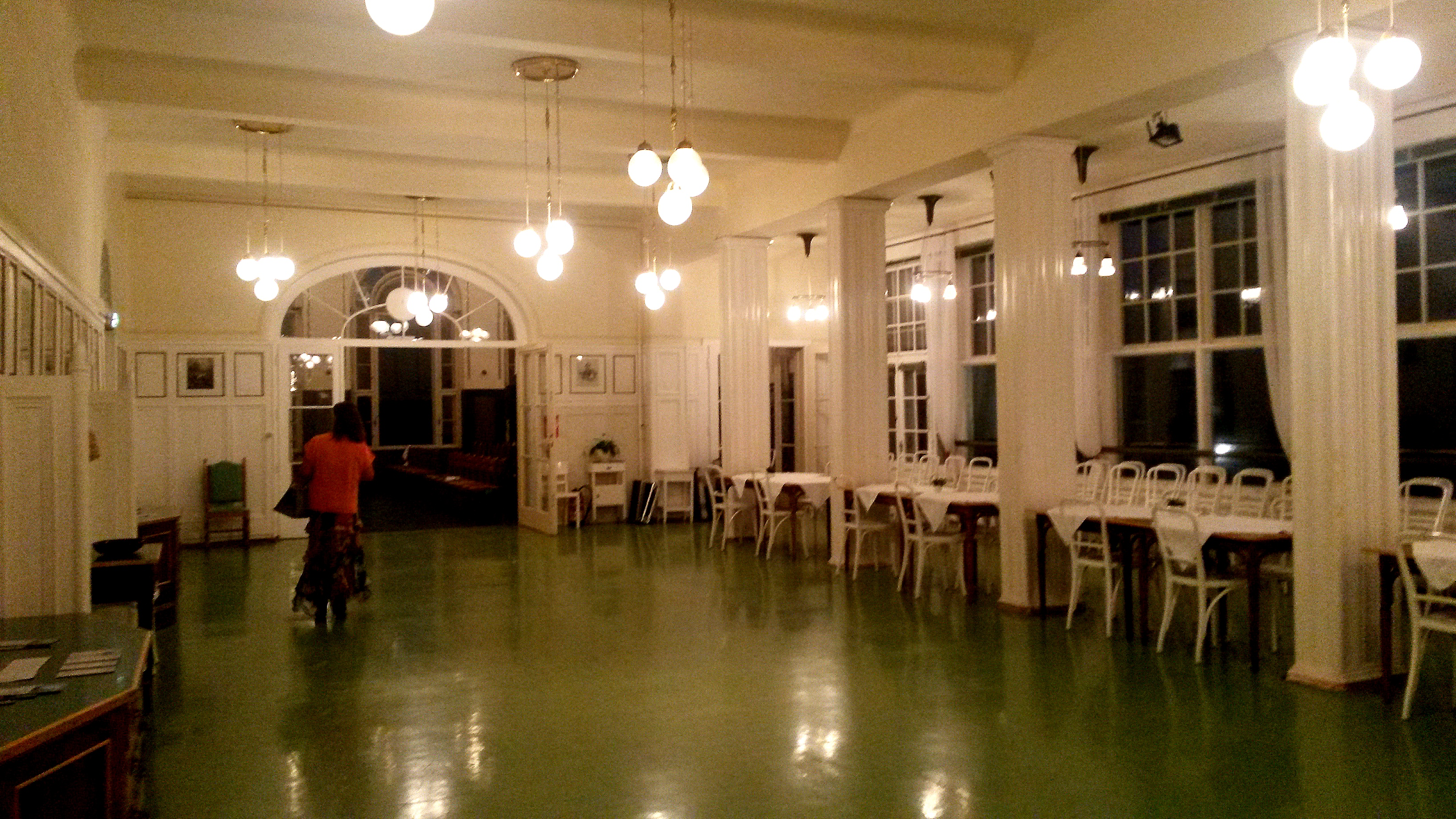
Ehem. Frühstückszimmer (August 2016)

## Prominente Gäste
Unter den Gästen des Kurhauses waren viele Literaten, Regisseure, Schauspieler und Verleger, darunter Max Reinhardt und Arthur Schnitzler, Anton Wildgans, Raoul Auernheimer, Jakob Wassermann, Otto Brahm, Gerhart Hauptmann, Ernst Lothar, Peter Altenberg und Franz Werfel. Die Tochter Alma Mahler-Werfels, Anna Mahler, wurde hier während einer Krankheit einquartiert und lernte dabei ihren späteren Ehemann Paul Zsolnay näher kennen. Der Schauspieler Josef Kainz verbrachte 1910 im Kurhaus die letzten Wochen vor seinem Tod, wo er im Juli 1910 von Hermann Bahr besucht wurde.
In der Zwischenkriegszeit waren Sänger wie Leo Slezak, Jan Kiepura mit seiner Frau Martha Eggerth, die Schauspielerinnen Liane Haid und Renate Müller, der Pianist Otto Schulhof, Kardinal Theodor Innitzer und Pauline Horthy, die Tochter des ungarischen Reichsverwesers Miklós Horthy im Kurhaus zu Gast.

## Nutzung
Während des Zweiten Weltkriegs wurde das Kurhaus in ein Heereskurlazarett umgewandelt, in dem hohe Chargen der deutschen Wehrmacht wie etwa Feldmarschall Rommel behandelt wurden.
Nach dem Zweiten Weltkrieg hielt die sowjetische Besatzungsadministration das kaum beschädigte Kurhaus besetzt. Die Grenze zur britischen Zone verlief genau am Semmeringer Pass.
In den 1950er Jahren erfolgte eine Neugestaltung der Innenräume; bis 1988 wurde das Kurhaus als Erholungsheim für Bundesbedienstete genutzt. 1994 gelangte es in den Besitz der Bauunternehmung Anton Kallinger und VAMED zwecks Adaptierung zu einem Gesundheitshotel. Anfang der 2000er Jahre kam das Kurhaus an die BAWAG.
Im Sommer 2007 fand im Kurhaus die Aufführung des interaktiven Dramas Alma - a Show Biz ans Ende von Joshua Sobol in der Inszenierung von Paulus Manker statt, das das Leben der Künstlermuse Alma Mahler-Werfel zum Inhalt hat, die in der unmittelbaren Umgebung in Breitenstein ihr Sommerhaus besaß und selbst auch im Kurhaus mehrfach zu Gast war. Dafür wurde das Innere des Gebäudes teilweise renoviert und in historischem Stil ausgestattet, die Szenen des Stücks wurden simultan auf drei Stockwerken und im Freien gespielt. Die Ausstatterin Nina Ball wurde für die „Erschließung des Kurhauses Semmering“ 2007 für den Nestroy-Theaterpreis nominiert.
Im Herbst 2007 wurde das Kurhaus an ein kasachisches Konsortium verkauft. In der Folge fanden weitere kulturelle Veranstaltungen im Hause statt. Von 2011 bis 2018 wurde durch den Kulturverein Semmering das jährliche „Festival am Semmering“ im Kurhaus veranstaltet, nachdem der Verein eine substanzielle bauliche Sanierung durchgeführt hatte.
2019 kaufte der Grazer Hotelier Florian Weitzer, dem auch in Graz das Grand Hotel Wiesler gehört, das Kurhotel am Semmering, um es in Kooperation mit der niederösterreichischen Wirtschaftsagentur ecoplus für eine zeitgemäße Nutzung als Luxushotel zu revitalisieren. Es soll künftig unter dem Namen Grand Semmering vermarktet werden.